# Ktheju tokës
Chansons représentant l'Albanie au Concours Eurovision de la chanson
Mall
(2018) Fall from the Sky
(2020)
Ktheju tokës (« Retour à la terre ») est une chanson interprétée par Jonida Maliqi pour représenter l'Albanie au Concours Eurovision de la chanson 2019 à Tel-Aviv en Israël.
Dans une interview avec le site de fans de l'Eurovision Wiwibloggs, Jonida Maliqi a révélé que la chanson avait été écrite « pour les Albanais, pour les immigrés, pour tous les peuples du monde ». Les paroles traitent du sujet de l'émigration albanaise, en particulier dans le contexte de la guerre du Kosovo.

## À l'Eurovision
La chanson représentera l'Albanie au Concours Eurovision de la chanson 2019, après que celle-ci et son interprète Jonida Maliqi ont été sélectionnées lors de la 57e édition du Festivali I Këngës.